# L'Objectif
L'Objectif est un journal suisse de langue française publié à Fribourg, fondé en 1992 et disparu en 2014.

## Histoire et description
Le journal, bimensuel publié à Givisiez, est fondé le 24 janvier 1992 par le journaliste Jean-Marc Angéloz, qui en est l'éditeur, le directeur et le rédacteur en chef. Il porte initialement le nom  L'Objectif fribourgeois et dispose de sa propre régie publicitaire.
Son public cible est la population du canton de Fribourg et des régions environnantes.
Il sort des chiffres rouges en 1992 et s'installe à Villars-sur-Glâne à la fin 1995 ou au début 1996.
Il revoit totalement sa maquette et son graphisme en 2008 et se subdivise dès lors en deux cahiers : le premier consacré aux analyses et aux enquêtes, le second sur la qualité de vie et les loisirs.
Il publie son dernier numéro, le no 532, le 28 février 2014 après 22 ans d'activité. Son successeur est un journal numérique qui se nomme Sept.info.

### Tirage, budget et effectif
- 1992 : 5 000 exemplaires, 380 000 francs[3]

- 1995 : 14 000 exemplaires, 600 000 francs[1], huit équivalents temps plein pour une vingtaine d'employés[2]
- 2008 : entre 10 000 et 12 000 exemplaires[5], huit équivalents temps plein, dont deux journalistes fixes[5]
- 2012 : 11 000 exemplaires, huit équivalents temps plein[7] pour une trentaine d'employés au total[4].